# Tom Murray
Tom Murray est un acteur américain né le 8 septembre 1874, à Stonefoot dans l'Illinois, et décédé le 27 août 1935, à Hollywood, en Californie d'une crise cardiaque à l'âge de 60 ans.
Il est à l'affiche de 13 films de 1922 à 1931.

## Filmographie partielle
- 1922 : Too Much Business, de Jess Robbins
- 1922 : The Ladder Jinx, de Jess Robbins
- 1923 : Le Pèlerin (The Pilgrim), de Charles Chaplin
- 1923 : The Meanest Man in the World d'Edward F. Cline
- 1925 : La Ruée vers l'or (The Gold Rush), de Charles Chaplin
- 1926 : Plein les bottes (Tramp, Tramp, Tramp), de Harry Edwards
- 1926 : Private Izzy Murphy de Lloyd Bacon